# Pau el Persa
Pau el Persa (en llatí Paulus, en grec antic Παυ̂λος) fou un deixeble de Nestori i diaca de l'església de Constantinoble encara que nascut a Pèrsia.
Va ser un dels més apassionats seguidors de Nestori en el moment que va esclatar l'heretgia a partir de l'any 428.
Va escriure:
- Περὶ κρίσεως, De Judicio.
- Περὶ του̂ ὄντος ἀγαθου̂, De vero Bono.

Un fragment de la primera obra el trobem citat al concili celebrat a Laterà pel Papa Martí I, en una data tardana, l'any 649, i per Màxim el Confessor en un dels seus escrits contra els heretges. Es conserva un extracte manuscrit de la segona obra.